# Bernardino da Martinengo
Bernardino da Martinengo (Martinengo, metà XV secolo – Brescia, dopo il 1501) è stato un architetto italiano.

## Biografia
L'appellativo contribuisce a identificarne le origini in Martinengo, nel bergamasco. Nel 1481 è citato come componente del "paratico dei marangoni", ossia dei muratori, dove apprende le tecniche costruttive dell'epoca, tipicamente tardo gotiche. Alla fine degli anni ottanta del XV secolo è registrato nel cantiere del Monte di Pietà vecchio e il suo nome è tra gli accusatori di Filippo Grassi, direttore dei lavori, per frode ai danni della municipalità.
Nell'agosto del 1490 ottiene la commessa per la costruzione del nuovo presbiterio del duomo vecchio di Brescia, in ampliamento al coro romanico, per il quale ottiene un saldo nel 1495. Consiste di una campata quadrata coperta da volta a crociera corrispondente al coro, che sul fondo termina con un'abside poligonale coperta da una volta a ombrello, caratterizzato da un accentuato sviluppo verticale, attinente più alle direttive dell'architettura gotica che non a quella rinascimentale, nonostante si fosse già alle soglie del Cinquecento. Le pareti sono illuminate solamente da due alte bifore e le uniche decorazioni presenti sono i motivi vegetali che si vedono sui costoloni delle volte. Allo stesso intervento risale la costruzione del transetto e della cappella delle Sante Croci, il cui aspetto originario è stato però cancellato dai rimaneggiamenti del XVII secolo.
Nel 1494-1495 è coinvolto nel cantiere del Palazzo della Loggia, dove esegue la copertura del primo ordine. In relazione a questi lavori, viene inviato a Padova e a Venezia per poter studiare efficaci soluzioni strutturali e decorative da applicare al nuovo palazzo pubblico bresciano.
Al 1501 è datata la costruzione del chiostro maggiore del monastero dei Santi Faustino e Giovita, tra i più interessanti dell'architettura rinascimentale bresciana. Oltre questa data non sono altre notizie biografiche.